# Wennigser Friedhof

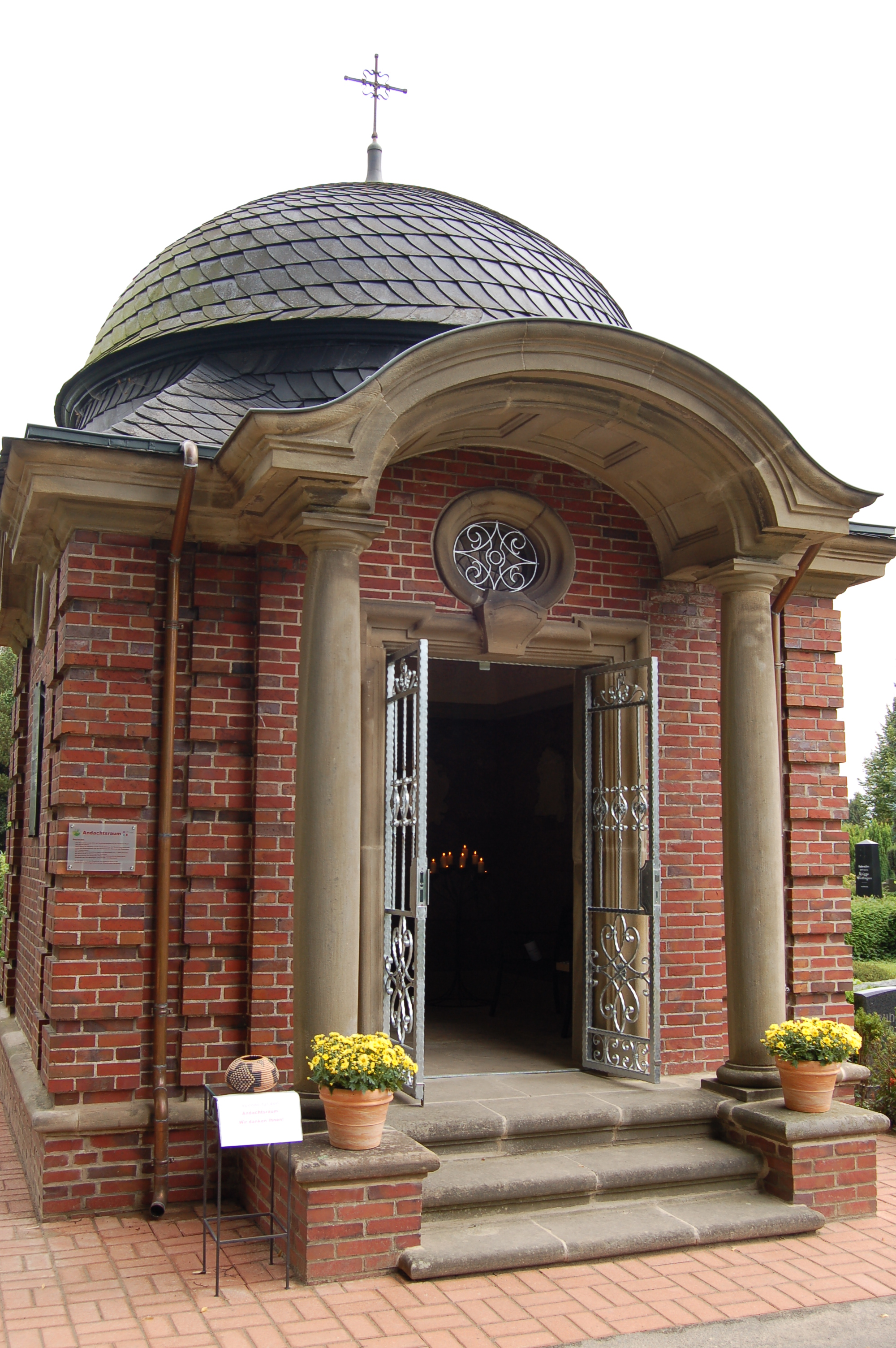
Mausoleum und Andachtsraum

Der Wennigser Friedhof ist die zentrale Begräbnisstätte des Ortes Wennigsen, Hauptort der gleichnamigen Gemeinde am Deister. Er ist als Ensemble denkmalgeschützt und beinhaltet zudem als Einzeldenkmal das Mausoleum der Familie Meyer sowie das Eltengrabmal. Der Friedhof steht im Eigentum der Klosterkammer Hannover und wird von der örtlichen evangelisch-lutherischen Marien-Petrie-Gemeinde betrieben.

## Geschichte
Bis zum Jahr 1822 sind die Wennigser unmittelbar südlich der Klosterkirche beigesetzt worden. Verdiente Persönlichkeiten der Kirche fanden ihre letzte Ruhe direkt im Gotteshaus. Dazu gehörten die Äbtissinnen des Klosters, die unter dem Chor ruhten. Zu Anfang des 19. Jahrhunderts reichte der Platz an der Kirche für Bestattungen nicht mehr aus. Die Einwohnerzahl des Ortes stieg so stark an, dass westlich des Alten Zollhauses an der Straße nach Sorsum ein neuer Gottesacker angelegt wurde. Die Weihe wurde vom Wennigser Pastor Kuhlemann im Beisein von rund 700–800 Wennigsern vollzogen. 1853 erfolgte die erste Vergrößerung, 1870 die nächste. Bis heute ist die Fläche insgesamt fünf Mal erweitert worden. Eine weitere Fläche wird bis heute nordöstlich vorgehalten. Eine Friedhofskapelle wurde 1909 errichtet; 1961 wich sie einem Neubau.

## Mausoleum

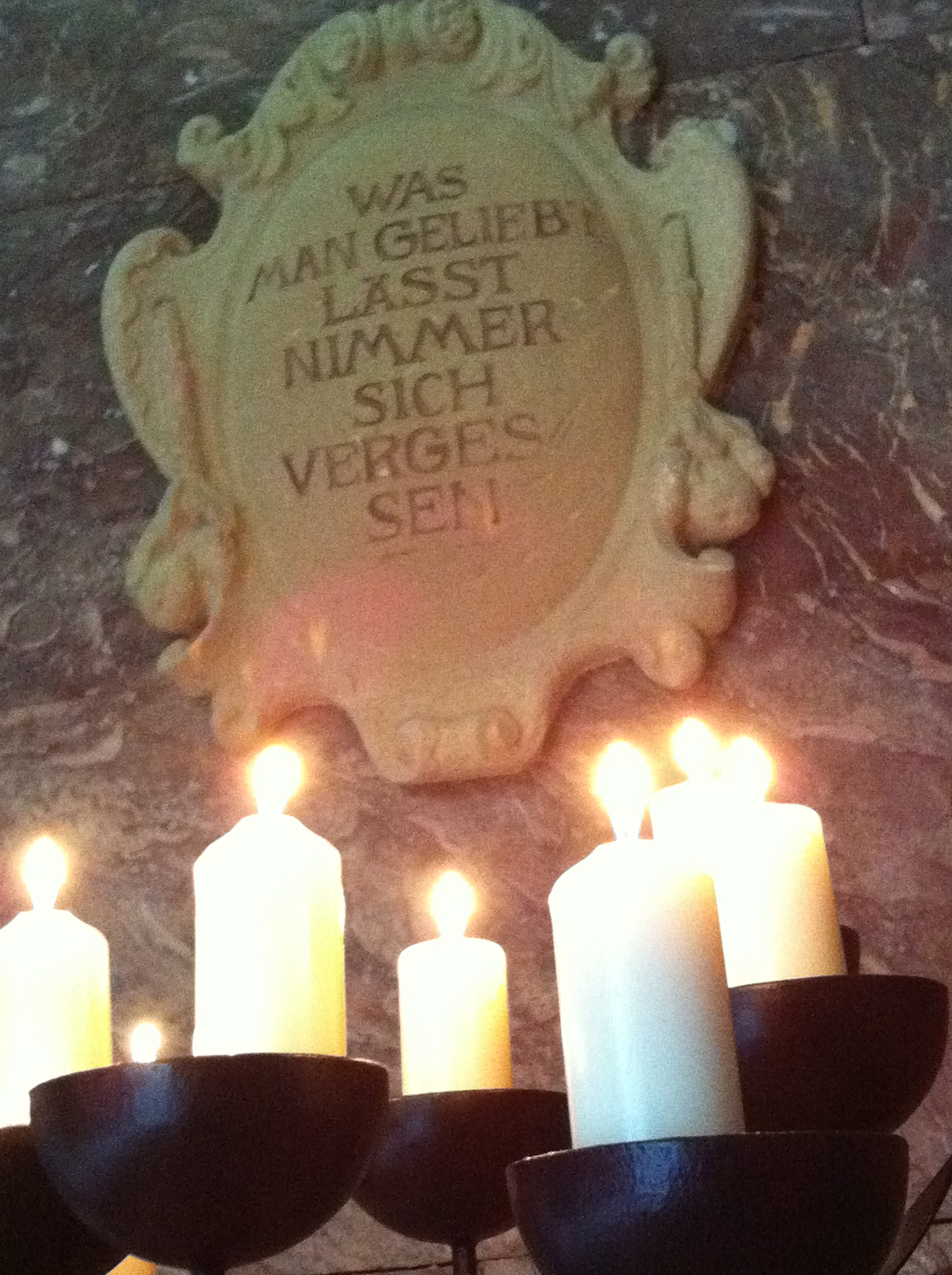
Tafel im Andachtsraum

Ursprünglich war das Mausoleum die Familiengrabstätte der Familie Meyer aus Sorsum. Auf Initiative des Wennigser Verkehrs- und Verschönerungsvereines von 1896 e.V. wurde das um das Jahr 1914 errichtete Mausoleum mit Hilfe Ehrenamtlicher renoviert. Seit August 2011 ist die ehemalige letzte Ruhestätte der Öffentlichkeit zugänglich. Die Innenfläche beträgt rund 12 Quadratmeter und wird als Andachtsraum genutzt.

## Eltengrab

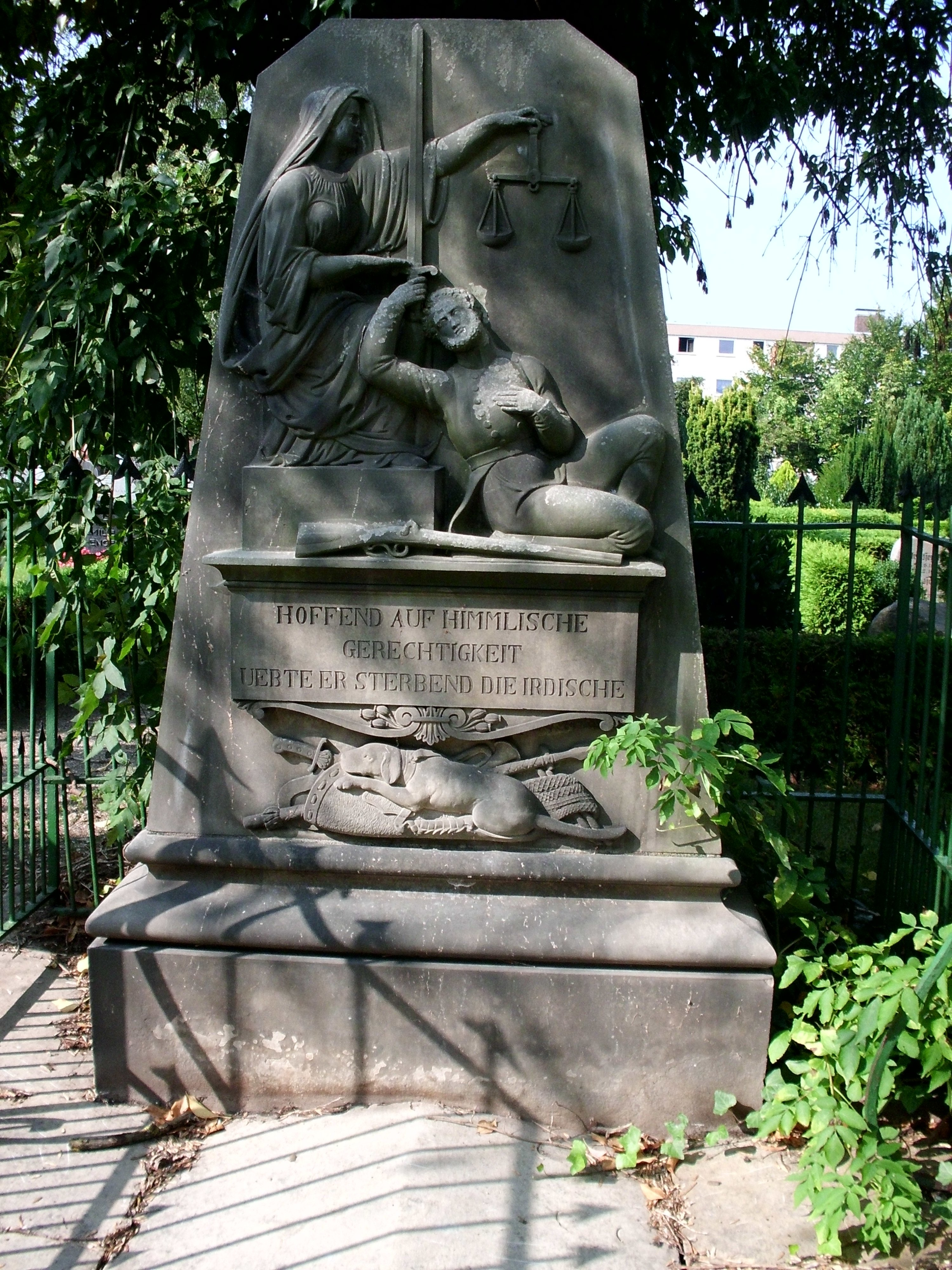
Eltens Grabmal mit stilisierter Göttin Justitia

Auf dem Friedhof liegt der königliche Förster Eduard Elten begraben. Einer der prunkvollsten Grabsteine des Wennigser Friedhofes ziert seine letzte Ruhestätte. Es handelt sich um einen rund 200 Zentimeter hohen Sandsteinblock. Justitia, die Göttin der Gerechtigkeit, ist auf der Vorderseite dargestellt. Der Jäger erhebt das Schwert des Rächers. Der Legende nach hat Waidmann Elten einen Wilderer am 1. März 1835 bei seiner Missetat erwischt und beide haben sich in einem Schusswechsel gegenseitig getötet. Tatsächlich sollen mehrere Jäger geschossen haben. Unter der Göttin wacht sein Jagdhund. Bildhauer war Ernst von Bandel, bekannt als Entwurfsverfasser des Hermannsdenkmals. Es trägt die Inschrift: Hoffend auf die himmlische Gerechtigkeit übte er gleichsam die irdische. An der Stelle, an der Elten aufgefunden wurde, steht in Wennigsen am Waldkater das Eltendenkmal.

## Kriegsgräberstätte
Auf dem Friedhof ist zudem eine Kriegsgräberstätte zum Gedenken an die Gefallenen des Zweiten Weltkriegs angelegt. Die Wennigser Gedenkveranstaltung zum Volkstrauertag findet dort alljährlich statt.